# Franc Minařik
Franc Minařik, slovenski farmacevt, zgodovinar farmacije in publicist, * 9. junij 1887, Smolnik, † 9. junij 1972, Maribor.

## Študij in delo
Rodil se je v steklarskem naselju Glažuta na Smolniku pri Rušah, kjer je bil njegov oče Josef Minařik (po rodu iz Češke) ravnatelj steklarne. Mati mu je bila Albina (roj. Sprung). Osnovno šolo je obiskoval v Rušah (1892–1898), gimnazijo pa v Mariboru in v Mödlingu pri Dunaju. Farmacevtsko prakso je opravil na Češkem (Chodov pri Karlovih Varih), študij farmacije pa nadaljeval v Gradcu, kjer je leta 1909 postal magister farmacije.
Zaposlil se je kot lekarniški asistent v Gradcu, po odsluženju vojaškega roka pa je leta 1916 začel voditi lekarno na Bledu, ki jo je po lastnikovi smrti odkupil (1920). Leta 1927 se je vrnil v Maribor, kjer je kupil Mestno lekarno pri orlu na Glavnem trgu in jo uspešno vodil vse do 1949, nato se je zaposlil v Lekarni center na Gosposki ulici.

## Zgodovina farmacije
Minařik se je poleg lekarniškega dela ukvarjal predvsem z raziskovanjem in zgodovino farmacije in velja za pionirja zgodovine farmacije na Slovenskem. Svoje zapise je redno objavljal v različnih strokovnih in znanstvenih revijah doma in na tujem (Pharmazeutische Post, Pharmazeutische Monatshefte, Vjesnik ljekarnika, Farmaceutski vjesnik, Glas apotekarstva idr.), objavil pa je tudi nekaj samostojnih publikacij. Redno je predaval na domačih in mednarodnih farmacevtskih kongresih, od leta 1955 pa je predaval zgodovino farmacije na farmacevtskem oddelku Univerze v Ljubljani.
Aktivno je sodeloval pri Zgodovinskem društvu v Mariboru, pri društvu Šola in dom in Rdečem križu. Bil je med ustanovitelji Mednarodnega društva za zgodovino farmacije in član Mednarodne akademije za zgodovino farmacije. Bil je tudi tajnik Lekarnarske zadruge, v kateri so skrbeli za družine pokojnih lekarnarjev.
Zbiral je predmete za muzejsko zbirko, raziskovalno se je ukvarjal s praslovanskimi svečeniki, strupi, mazili, amuleti, s srednjeveškimi zdravili, z alkimijo, s starimi javnimi lekarnami idr. Po njegovi zaslugi danes v Pokrajinskem muzeju Maribor stoji stalna lekarniška zbirka.
Bil je dobitnik Schelenzove plakete, najvišjega priznanja, ki ga lahko prejme zgodovinar farmacije, prejemnik reda zaslug za narod in zlate zvezde, Winklerjevo plakete Mednarodnega društva za zgodovino in odlikovanja Lauri di palatino iz univerze v Pisi. Univerza v Ljubljani ga je imenovala za izrednega profesorja zgodovine medicine, nemško društvo za zgodovino farmacije pa ga je posthumno odlikovalo s Ferchlovo medaljo.

## Smrt
Umrl je 9. junija 1972 v Mariboru in je pokopan v Lenartu. Po njem sta poimenovani ulici v Mariboru in Rušah ter Minařikova odličja, priznanja, ki jih podeljuje Slovensko farmacevtsko društvo.

## Najpomembnejša dela
- Od staroslovanskega vraštva do sodobnega zdravila, 1962. (COBISS)
- Pohorske steklarne, 1966. (COBISS)
- Olimje: historična lekarna v sliki in besedi, 1955. (COBISS)